# Karlstads landskommun
Karlstads landskommun var en tidigare kommun i Värmlands län.

## Administrativ historik
Kommunen inrättades i Karlstads socken i Karlstads tingslag i Värmland när 1862 års kommunalförordningar trädde i kraft den 1 januari 1863.
1934 uppgick landskommunen i Karlstads stad som 1971 ombildades till Karlstads kommun.